# Nagano Winter Olympics '98
Nagano Winter Olympics '98, conosciuto in Giappone come Hyper Olympics in Nagano (ハイパーオリンピック イン ナガノ?), è un videogioco sportivo pubblicato e sviluppato da Konami e facente parte della serie Track & Field. Il gioco si basa sui XVIII Giochi olimpici invernali di Nagano e presenta 10 diversi eventi sportivi.

## Modalità di gioco
Il gioco presenta due modalità di gioco: Olimpiade e Campionato. In entrambe le modalità lo scopo del gioco è quello di arrivare primi nei vari eventi sportivi e ottenere la medaglia d'oro.

## Nazionali
- Russia
- Norvegia
- Germania
- Italia
- Stati Uniti
- Corea del Sud
- Canada
- Svizzera
- Austria
- Svezia
- Giappone
- Francia
- Cina
- Regno Unito
- Australia
- Spagna

## Accoglienza
Il videogioco ha ricevuto pessimi responsi. GameRankings ha assegnato alla versione PlayStation del gioco 49.37% e alla versione Nintendo 64 solo 47.77%.